# Samarkand (WRE)
Samarkand (ros. Самарканд) – rosyjski system walki elektronicznej przeznaczony do zakłócania i neutralizacji systemów łączności i elektroniki przeciwnika. Wprowadzony na wyposażenie Sił Zbrojnych Federacji Rosyjskiej w 2017 r. Jest uznawana za jeden z najbardziej zaawansowanych środków walki elektronicznej Rosji, działający na poziomie operacyjno-strategicznym. 

## Historia rozwoju
Pierwsze wzmianki o kompleksie Samarkand pojawiły się publicznie w 2017 roku, kiedy to ogłoszono dostarczenie go na wyposażenie Floty Północnej Marynarki Wojennej Rosji, a personel rozpoczął szkolenie z ich obsługi. W tym samym roku przeprowadzono również szkolenie operatorów na Flocie Bałtyckiej z zakresu obsługi tego systemu. Pod koniec 2018 r. w mediach ujawniono szczegóły przetargu na modernizację i instalację 16 zestawów systemu Samarkand w 13 jednostkach wojskowych Rosji w szeregu strategicznych lokalizacji. Dokumentacja ujawniła istnienie różnych odmian systemu, pełne ich wdrożenie miało zostać ukończone do 10 listopada 2019 r. Do końca 2018 roku planowano rozmieścić system Samarkand w 13 lokalizacjach, głównie w bazach gdzie stacjonowały jednostki Wojsk Radiotechnicznych Marynarki. Znane lokalizacje to: obwód królewiecki, obwód murmański, obwód archangielski, obwód moskiewski, obwód niżnonowogrodzki, Kraj Krasnodarski, Kraj Nadmorski, Żydowski Obwód Autonomiczny oraz Białoruś. 
System jest aktywnie wykorzystywany podczas ćwiczeń wojskowych. W 2020 r. żołnierze 2. Gwardyjskiej Tamańskiej Dywizji Zmechanizowanej użyli system Samarkand-U podczas ćwiczeń dywizyjnych pod Moskwą. Z jego pomocą ćwiczyli wykrywanie i zakłócanie sygnałów we współpracy z systemami Borisoglebsk-2 i Infauna.

## Przeznaczenie i zastosowanie
Samarkand jest przeznaczony do prowadzenia elektronicznej walki defensywno-ofensywnej na poziomie strategicznym. Jego głównym celem jest zakłócanie łączności i systemów dowodzenia przeciwnika, co ma uniemożliwić efektywne kierowanie wojskami i użycie nowoczesnych środków walki przez potencjalnego nieprzyjaciela. System jest ukierunkowany na zakłócanie szerokiego spektrum urządzeń elektronicznych zaliczanych do tzw. C4ISR (ang. Command, Control, Communications, Computers, Intelligence, Surveillance and Reconnaissance) – czyli systemów dowodzenia, łączności, rozpoznania i obserwacji przeciwnika. Obejmuje to m.in. środki łączności radiowej (taktycznej i operacyjnej), radiolokację (radary) oraz systemy nawigacji satelitarnej. Samarkand oddziałuje także na systemy nawigacji satelitarnej poprzez tzw. spoofing GPS, czyli fałszowania sygnału nawigacyjnego. Może również tworzyć zakłócenia dla radarów obserwacji i celowniczych poprzez generowanie chmury zakłóceń elektromagnetycznych, utrudniającą lub uniemożliwiającą wykrywanie i śledzenie celów przez radary przeciwnika. Wpisuje się to w rosyjską koncepcję A2/AD (Anti-Access/Area Denial), czyli tworzenia stref anty-dostępowych, w których przeciwnik nie jest w stanie skutecznie operować ze względu na zmasowane zakłócenia i zagrożenia dla jego systemów dowodzenia i rozpoznania. Najprawdopodobniej jest to środek walki wykorzystywany na poziomie armii lub okręgu.

## Zasada działania
Samarkand należy do kategorii kompleksowych systemów walki elektronicznej, które łączą funkcje rozpoznania elektromagnetycznego i aktywnego zakłócania. Praca systemu odbywa się w dwóch etapach: najpierw prowadzi nasłuch i analizę widma elektromagnetycznego, następnie generuje odpowiednie zakłócenia na wykrytych częstotliwościach przeciwnika. System jest zdolny do wyszukiwania, wykrywania i analizy sygnałów radiowych przeciwnika w sposób zautomatyzowany. Może też współpracować z innymi stacjami radioelektronicznymi (zarówno stacjonarnymi, jak i mobilnymi).
Następnie system przechodzi do drugiego etapu działania, w ramach którego generuje sygnały zakłócające (tzw. prawdziwe i pozorne cele elektromagnetyczne), dostosowane do charakteru atakowanych urządzeń. Środki łączności są zagłuszane poprzez emisję szumu radiowy o odpowiedniej mocy i na częstotliwości używanej przez przeciwnika. Systemy nawigacyjne są zakłócane poprzez nadawanie sygnałów na częstotliwościach GPS z fałszywymi danymi. Radary są zakłócane poprzez wysyłanie sygnałów zakłócających (np. szumów lub impulsów o podobnej częstotliwości), które powodują zanikanie sygnałów lub mylne wskazania na ekranach radarowych. System posiada zdolności adaptacyjne – jeśli wzorzec sygnału jest znany systemowi Samarkand może automatycznie dobrać optymalny rodzaj zakłócenia. Jeśli sygnał jest nietypowy lub nowy, system ma za zadanie przeprowadzić jego analizę i wygenerować skuteczną odpowiedź zakłócającą.